# Juan Reccius
Hans Werner "Juan" Reccius Ellwanger (Valdivia, 9 de abril de 1911 - Valdivia, 29 de junio de 2012) fue un atleta chileno que participó en los Juegos Olímpicos de verano de 1936 en Berlín, donde compitió en el evento de salto triple masculino en la ronda clasificatoria.

## Biografía
Nacido en Valdivia, estudió en el Colegio Alemán de la ciudad y se graduó de ingeniero en la Universidad de Chile en 1935, el mismo año en que fue coronado campeón sudamericano de salto triple, el mismo título que su hermano mayor Adolfo había obtenido en 1920. Fue el último miembro sobreviviente de la delegación chilena de los Juegos Olímpicos de Berlín y cumplió 100 años el 9 de abril de 2011.
Falleció en Valdivia el 29 de junio de 2012.